# Woodruff (Karolina Południowa)
Woodruff – miasto w Stanach Zjednoczonych, w stanie Karolina Południowa, w hrabstwie Spartanburg.